# Xiong Guobao
Xiong Guobao (chinesisch 熊国宝, * 1. November 1962) ist ein ehemaliger chinesischer Badmintonspieler.

## Karriere
Xiong Guobao wurde 1985 Zweiter bei den Thailand Open im Herreneinzel. Ein Jahr später erkämpfte er sich die Bronzemedaille bei den Asienspielen im Mixed mit Qian Ping. 1988 siegte er wieder im Herreneinzel bei den Thailand Open und den Swedish Open, 1989 bei den Indonesia Open und den French Open. 1986, 1988 und 1990 gewann er den Thomas Cup mit dem chinesischen Team. Bei der Badminton-Weltmeisterschaft 1987 schied er ebenso wie 1989 im Viertelfinale aus.

## Sportliche Erfolge
| Saison | Veranstaltung                   | Disziplin    | Platz | Name                     |
| ------ | ------------------------------- | ------------ | ----- | ------------------------ |
| 1984   | US Open                         | Herreneinzel | 1     | Xiong Guobao             |
| 1985   | Thailand Open                   | Herreneinzel | 2     | Xiong Guobao             |
| 1986   | Asienspiele                     | Mixed        | 3     | Xiong Guobao / Qian Ping |
| 1986   | Thomas Cup                      | Team         | 1     | China                    |
| 1987   | World Badminton Grand Prix 1987 | Herreneinzel | 1     | Xiong Guobao             |
| 1988   | World Badminton Grand Prix 1988 | Herreneinzel | 2     | Xiong Guobao             |
| 1988   | Thomas Cup                      | Team         | 1     | China                    |
| 1988   | Thailand Open                   | Herreneinzel | 1     | Xiong Guobao             |
| 1988   | Malaysia Open                   | Herreneinzel | 1     | Xiong Guobao             |
| 1988   | Swedish Open                    | Herreneinzel | 1     | Xioung Guobao            |
| 1989   | World Badminton Grand Prix 1989 | Herreneinzel | 1     | Xiong Guobao             |
| 1989   | Indonesia Open                  | Herreneinzel | 1     | Xiong Guobao             |
| 1989   | China Open                      | Herreneinzel | 2     | Xiong Guobao             |
| 1989   | Malaysia Open                   | Herreneinzel | 1     | Xiong Guobao             |
| 1989   | French Open                     | Herreneinzel | 1     | Xiong Guobao             |
| 1990   | Thomas Cup                      | Team         | 1     | China                    |